# Nové Sady (Žďár nad Sázavou-i járás)
Nové Sady település Csehországban, a Žďár nad Sázavou-i járásban. Nové Sady Velká Bíteš és Březské településekkel határos. Lakosainak száma 250 fő (2024. január 1.).

## Népesség
A település lakosságának változását az alábbi diagram mutatja:
| Lakosok száma | 194  | 192  | 194  | 173  | 162  | 188  | 216  | 224  | 261  | 250  |
|               | 1869 | 1890 | 1921 | 1950 | 1980 | 2001 | 2017 | 2019 | 2022 | 2024 |